# Bánh mì nướng Ogura
Bánh mì nướng Ogura (小倉トースト ogura tōsuto) là một món thường được phục vụ trong các quán cà phê ở Nagoya và tỉnh Aichi xung quanh ở miền Trung Nhật Bản. Nó là một món ví dụ thường có trong Ẩm thực Nagoya.

## Tổng quát
Bánh mì nướng Ogura bao gồm bánh mì nướng cắt lát dày, phủ mứt ogura, một loại nhân hoặc nhân ngọt phổ biến ở Nhật Bản. Bánh ogura thường được kết hợp với bơ hoặc bơ thực vật. Đôi khi, ogura và bơ có thể được phục vụ bên cạnh, hoặc một lát bánh mì nướng khác được đặt lên trên để tạo ra một chiếc bánh sandwich ogura. Một biến thể khác, bánh mì nướng, sử dụng anko, có nghĩa là đậu được nghiền hoàn toàn thành hỗn hợp sền sệt. Bánh mì nướng Ogura cũng có thể được phục vụ với một lát pho mát đun chảy bên trên.
Bánh mì nướng Ogura có nguồn gốc tại quán cà phê Mitsu Ha ở khu Sakae, Nagoya vào năm 1921 (Taishō 10). Vào cuối thời kỳ Minh Trị, Nhật Bản bắt đầu tiếp nhận các yếu tố của văn hóa phương Tây. Vào thời kỳ đầu của Taishō, nền văn hóa phụ 'cột cao' (ハ イ カ ラ), tương tự như chủ nghĩa công tử ở Vương quốc Anh, đã chứng kiến sự bùng nổ khi đàn ông Nhật Bản thành thị chấp nhận thời trang và lối sống Âu hóa. Sau Chiến tranh thế giới thứ nhất, phong trào này, kết hợp với việc giá gạo tăng gấp bốn lần, đã khuyến khích các quán cà phê Nhật Bản thêm bánh mì nướng, được coi là món sang trọng của phương Tây, vào thực đơn của họ. Một người bán hàng tại Mitsu Ha nhận thấy khách hàng nhúng bánh mì nướng trong zenzai (cháo ogura) và quyết định tạo ra bánh mì nướng ogura để đáp lại. Sau đó, món ăn này lan rộng khắp Aichi và trở thành một mặt hàng chủ lực của quán cà phê. Ngày nay, bánh mì nướng Ogura là biểu tượng của Nagoya và tỉnh Aichi, và một món quà lưu niệm phổ biến trong vùng là bánh mì nướng ogura langue de chat.
Joanna Lumley của ITV đã mô tả bánh mì nướng ogura là " loại đậu ngon nhất trên bánh mì nướng ở phía đông Kênh tiếng Anh" , và tại London Japan Matsuri 2017, Nagoya đã được trao tặng "Giải thưởng Alan MacMasters " cho sự đổi mới của bánh mì nướng.

## Dịch vụ buổi sáng
Các quán cà phê Nhật Bản thường cung cấp "phục vụ buổi sáng" (モ ー ニ ン グ サ ー ビ ス) hoặc "set buổi sáng" (モ ー ニ ン グ セ ッ ト), đây là thực đơn bữa sáng giá rẻ chỉ có trong một số giờ sáng nhất định. Đây thường là bữa sáng nhẹ với cà phê hoặc trà sữa chỉ với giá đồ uống. Khái niệm này bắt nguồn từ tỉnh Aichi. Bữa sáng kiểu Aichi truyền thống bao gồm bánh mì nướng ogura và một quả trứng luộc.

## Bán hàng bên ngoài tỉnh Aichi
Bánh mì nướng Ogura gần đây đã lan rộng ra ngoài Aichi đến các vùng khác của Nhật Bản. Chuỗi cửa hàng tiện lợi Circle K Sunkus bán bánh mì nướng ogura tại một số địa điểm trên toàn quốc. Ngoài ra, nó còn được phục vụ tại các nhà hàng và chuỗi quán cà phê có nguồn gốc ở Nagoya, nổi bật nhất là Komeda.